# 16e régiment Punjab
Le 16e régiment Punjab est un régiment de l'armée indienne britannique de 1922 à 1947. Il fut transféré dans l'armée pakistanaise lors de l'indépendance en 1947 et fusionna avec les 1er, 14e et 15e régiments Punjab en 1956 pour former le régiment Punjab,.

## Histoire
Le régiment fut créé en 1922 en amalgamant d'autres régiments.
Pendant la Seconde guerre mondiale, le régiment combattit, notamment en Birmanie, et eut un total de 2744 victimes dont 990 tués ou morts de leurs blessures.